# Maundy money
Maundy money è una monetazione speciale britannica che viene donata ai poveri e ai più bisognosi durante una cerimonia religiosa eseguita, in molti periodi con la partecipazione del monarca, nel giovedì santo (in inglese Maundy Thursday), il giovedì che precede la Pasqua.

## Storia della cerimonia

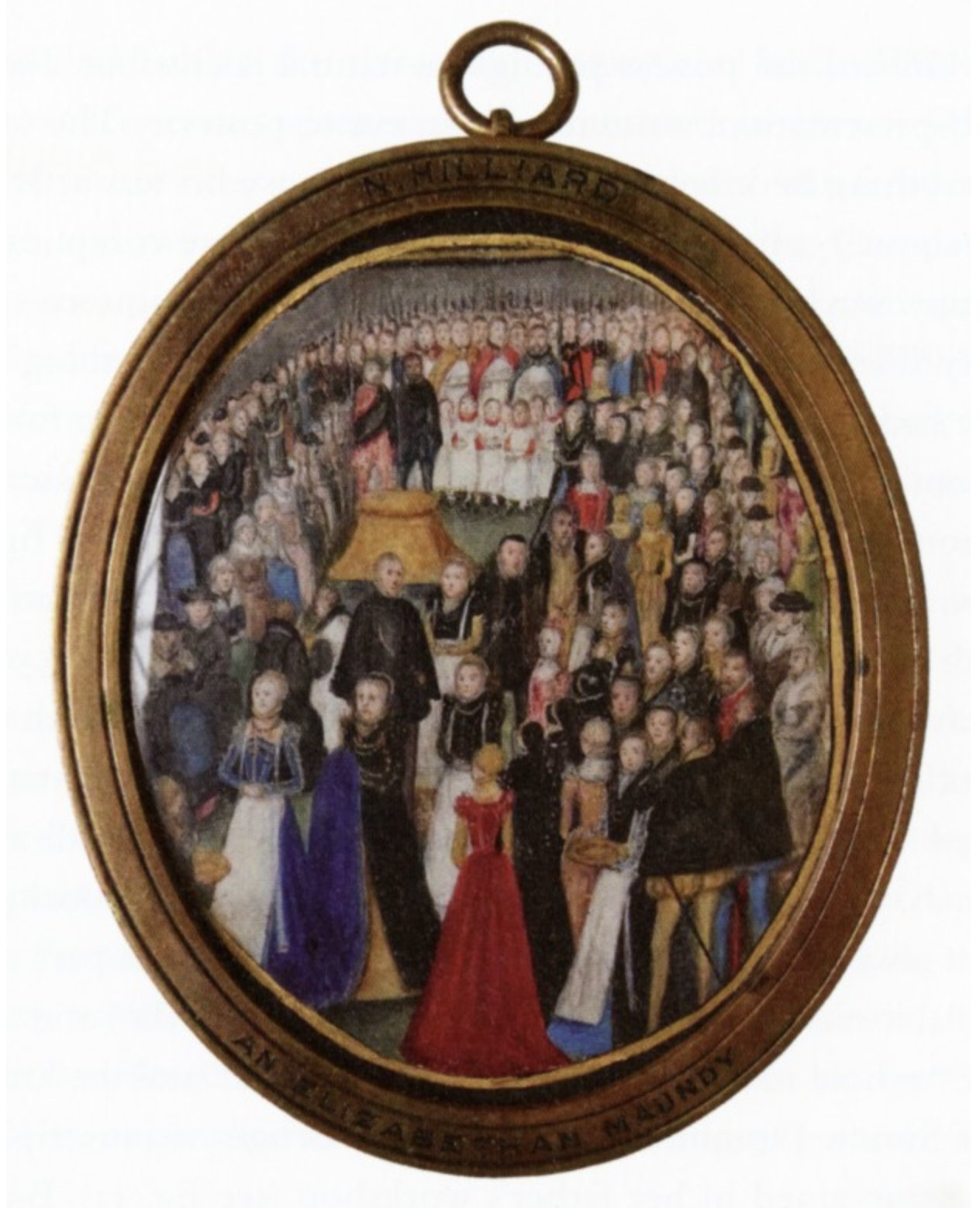
Una cerimonia del Maundy alla corte di Elisabetta I. Miniatura attribuita a Levina Teerlinc, circa 1560.

L'attuale cerimonia del Maundy si è evoluta lungo i secoli e mostra pochi rapporti con i riti originali cui deve le sue origini. Un aspetto fondamentale del servizio originale del giovedì santo era la lavanda dei piedi dei poveri, che ha la sua origine nella lavanda dei piedi fatta da Gesù agli apostoli durante l'ultima cena. Nelle prime cerimonie gli alti ecclesiastici lavavano i piedi del basso clero, mentre in altre cerimonie, il lavaggio era fatto da un superiore nell'ordine gerarchico. 
La cerimonia del Maundy era noto in Inghilterra dal 600 circa, ma ci sono opinioni diverse tra gli studiosi sulla prima occasione ricordata di questa cerimonia. Re Edoardo II (1307–1327) è spesso indicato come il primo monarca ad avere preso attivamente parte alla cerimonia, anche se non vengono citate le date. La prima occasione registrata in cui il sovrano abbia distribuito delle monete durante il giovedì santo risale al 1210, quando re Giovanni (1199–1216) diede in dono indumenti, forchette, prodotti alimentari ed altri doni ai poveri di Knaresborough, nello Yorkshire. Anche re Edoardo III (1327–1377) è citato per aver lavato i piedi e dato doni ai poveri, tra cui delle monete; la pratica continuò regolarmente, con l partecipazione del sovrano fino al 1698.
Anche se il re non partecipava personalmente, le cerimonie in seguito continuarono e ad un gruppo di persone veniva dato il Maundy money costituito da un numero di penny d'argento pari all'età del sovrano. La lavanda dei piedi ebbe termine dopo la cerimonia del 1736, finché non fu ripristinata nelle cerimonia del 2003, quando fu eseguita dal nuovo Arcivescovo di Canterbury, Rowan Williams.
Nel 1932 Giorgio V decise di prendere personalmente parte alla distribuzione del Maundy money, mentre nel 1936 la serie di monete fu distribuita da Edoardo VIII, anche se le monete avevano ancora l'immagine di Giorgio V. Dal 1953 è diventata pratica normale per i sovrani distribuire di persona il Maundy money, pratica che continua tuttora.
Il 20 marzo 2008 la regina Elisabetta II ha fatto una innovazione storica tenendo la cerimonia ad Armagh, in Irlanda del Nord, nella cattedrale di San Patrizio che appartiene alla Chiesa d'Irlanda. Durante il servizio la regina ha distribuito il Maundy money a 82 uomini ed 82 donne numero uguale all'età delle regina. È stata la prima volta che la cerimonia si è svolta in Irlanda e la seconda a svolgersi fuori dall'Inghilterra.

## Maundy set
La serie di monete che viene donata durante le cerimonia, il cosiddetto Maudy set è composta da quattro monete da 1, 2, 3 e 4 penny per un valore totale di dieci penny. Inizialmente venivano usate monete della circolazione corrente.
La prima coniazione specifica di monete da usare per il giovedì santo risale a Carlo II, con un'emissione. non datata. al martello ma del 1662.
Su queste monete era raffigurato al dritto il busto coronato del sovrano volto a sinistra ed intorno la legenda CAROLVS D G M B F H REX. Dietro la testa era indicato il valore della moneta con III, III ecc. Al rovescio CHRISTO AVSPICE REGNO e lo scudo con le armi di Inghilterra e Francia, di Scozia e di Inghilterra sopra una croce fiorita.
Le monete usate erano d'argento e avevano stesso peso e titolo delle monete in circolazione corrente.
Dal 1670 ci fu l'emissione del primo set di monete del Mauny money prodotte con la coniazione meccanica. Queste nuove monete, a differenza delle precedenti, erano datate.
Al diritto c'era la legenda CAROLVS II DEI GRATIA ed il ritratto laureato del re volto a destra. Al rovescio la legenda recitava MAG BR FRA ET HIB REX ed era seguita dalla data. Il tipo era costituito da lettere "C" allacciate tra loro di numero pari al valore della moneta: 4 "C" per il groat, 3 per il pezzo da tre penny e così via. Le lettere erano coronate e nel groat agli angoli erano anche raffigurati la rosa d'Inghilterra, il cardo di Scozia, il giglio di Francia e l'arpa d'Irlanda. Il contorno era liscio. Il set fu coniato ogni anno fino al 1684.
Sotto Giacomo II (1685 – 1688) il Maudy set fu coniato negli anni 1686-1688. Le monete recavano al dritto la legenda IACOBVS II DEI GRATIA e la testa leureata del re. Al rovescio la legenda MAG BR FRA ET HIB REX circondava l'indicazione del valore che era espressa tramite l'iniziale del nome del monarca ("I"). Questa indicazione peraltro corrisponde al valore scritto in numeri romani. Non esistono monete di Giacomo con questi valori emesse per la circolazione corrente ed inoltre le monete del Maundy set sono le uniche ad portare l'indicazione del valore.
Dopo la "gloriosa rivoluzione", sotto il regno di Guglielmo d'Orange e Mary e del solo Guglielmo dopo la morte della moglie, il disegno del "Maudy set" fu modificato ed al rovescio apparvero i numeri ordinali (1, 2, 3 e 4) a indicare il valore in penny delle singole monete. Attorno al valore i titoli dei sovrani. Anche in questo caso non furono coniate monete dello stesso valore e si tratta ugualmente delle uniche con l'indicazione del valore. La monetazione del Maundy money sotto la regina Anna d'Inghilterra fu emessa con le stesse caratteristiche. Le monete non furono emesse nel 1704, 1711 e 1712.
Caratteristiche simili ebbero le monete di Giorgio I (1714-1727) e Giorgio II (1727-1760).
Con Giorgio III (1760-1820) ci furono alcune variazioni: molte riguardano il ritratto del re che fu aggiornato nei sessanta anni di regno del sovrano. Inoltre a cavallo tra il XVIII ed il XIX secolo ci fu una variazione delle tecnologie di produzione delle monete che permise di fabbricare più agevolmente monete di maggior spessore e conseguente riduzione del diametro. Queste monete sono chiamate "wire money". Nel 1792 i numerali usati al rovescio erano di tipi calligrafico. Dak 1795 si ritornò ai numerali tradizionali. Una quarta variazione ci fu nel 1816 con una nuova legenda, in cui il titolo di re di Francia non era più riportato. La nuova legenda recita infatti BRITANNIARUM REX FID. DEF., ("Re delle Bretagne, difensore della fede")
Sotto Giorgio III, a differenza dei sovrani precedenti, furono emesse anche monete con lo stesso valore di quelle comprese nel Maudy set. Si tratta di una moneta da due penny, coniata solo nel 1797 e di una moneta da 1 penny coniata nel 1806 e nel 1807. Entrambe le monete erano completamente diverse da quelle usate nel Maudy set: erano in rame e al rovescio era c'era la tradizionale rappresentazione della Britannia, seduta su una roccia, che tiene l'ulivo con la mano destra protesa in avanti e il tridente appoggiato al braccio sinistro e con lo scudo appoggiato alla roccia.
Con Giorgio IV (1820-1830) le monete assunsero l'aspetto simile a quello attuale: al dritto l'immagine del re con i titoli e al rovescio l'indicazione del valore all'interno di una corona di quercia e la data. Il set fu coniato tutti gli anni dal 1821 al 1830. Sotto Giorgio IV fu coniata le moneta da un penny per la circolazione ordinaria in rame e con al rovescio la raffigurazione della Britannia. Il ritratto al dritto del Maundy set è opera di Benedetto Pistrucci.
I set sono stati coniati con caratteristiche simili in tutti gli anni successivi ed hanno tutti lo stesso rovescio.
Le dimensioni ed il rovescio delle monete sono rimasti immutati dal 1821, anche se ci sono stati dei cambiamenti nella composizione.
1 penny : peso 0,47 grammi, diametro 11,15 millimetri.
2 pence : peso 0,94 grammi, diametro 13,44 millimetri.
3 pence : peso 1,41 grammi, diametro 16,26 millimetri.
4 pence : peso 1,88 grammi, diametro 17,63 millimetri.
| Re                | Date di coniazione                               |
| ----------------- | ------------------------------------------------ |
| Carlo II          | 1660-62; 1670...84                               |
| Giacomo II        | 1686...88                                        |
| Guglielmo & Maria | 1689...94                                        |
| Guglielmo III     | 1698...1701                                      |
| Anna              | 1703, 05, 06, 08...10, 13                        |
| Giorgio I         | 1717, 23, 27                                     |
| Giorgio II        | 1729, 31-32, 35, 37, 39-40, 43, 46, 60           |
| Giorgio III       | 1763, 66, 72, 80, 84, 86 1792 1795, 1800 1816-20 |
| Giorgio IV        | 1821-30                                          |
| Guglielmo IV      | 1831-37                                          |
| Vittoria          | 1838...1901                                      |

La composizione originale delle monete era in sterling silver (0,925). Le monete da un penny erano, dal 1800, in rame.
Assieme a tutte le altre monete britanniche d'argento, il titolo nel Maundy money fu ridotto a 0,500 nel 1921. Nel 1947 l'argento fu completamente eliminato da tutte le monete britanniche e sostituito con il cupronickel, ma si ritenne inappropriato battere il Maundy money in questo metallo, così il titolo fu riportato a 0,925, come rimane ancora.
Nel 1971 la monetazione britannica fu decimalizzata con 100 nuovo penny invece di 20 scellini da 12 penny (240 penny) per sterlina. Il disegno del Maundy money non fu minimamente cambiato, così invece di valere 1, 2, 3, o 4 vecchi penny, le monete valgono ora 1, 2, 3, o 4 nuovi penny, ognuno dei quali vale 2, 4 volte le monete precedenti. Poiché non c'è differenza nel disegno o nel peso tra le monete pre- e post-1971, è stato deciso di rivalutare tutte le monete del Maudy-set pre-decimali a partire dal 1821 al valore in nuovi penny, cioè il valore è stato aumentato del 2,4 da un momento tutte le monete dei Maundyset rimangono in corso legale in nuovi penny.

## Rovescio delle monete
1821–1830 — Testa di re Giorgio IV a sinistra. GEORGIUS IIII D G BRITANNIAR REX F D (Giorgio IV per grazia di Dio re delle Bretagne, difensore della fede).
1831–1837 — Testa di re Guglielmo IV a destra. GULIELMUS IIII D G BRITANNIAR REX F D (Guglielmo IV per grazia di Dio re delle Bretagne, difensore della fede).
1838–1887 — "Testa giovane" ("Jung head") della regina Vittoria a sinistra. VICTORIA D G BRITANNIAR REGINA F D (Vittoria per grazia di Dio regina delle Bretagne, difensore della fede).
1888–1892 — "Testa del giubileo" ("Jubilee head") della regina Vittoria a sinistra. VICTORIA D G BRITANNIAR REGINA F D (Vittoria per grazia di Dio regina delle Bretagne, difensore della fede).
1893–1901 — "Testa anziana ("old head") della regina Vittoria a sinistra. VICTORIA DEI GRA BRITT REGINA FID DEF IND IMP (Vittoria per grazia di Dio regina delle Bretagne, difensore della fede, Imperatrice dell'India).
1902–1910 — Testa di Edoardo VII a destra. EDWARDVS VII D G BRITT OMN REX F D IND IMP (Edoardo VII per grazia di Dio re di tutte le Bretagne, difensore della fede, Imperatore dell'India).
1911–1936 — Left-facing head of King Giorgio V a sinistra. GEORGIVS V D G BRITT OMN REX F D IND IMP (Giorgio V by per grazia di Dio re di tutte le Bretagne, difensore della fede, Imperatore dell'India).
1937–1948 — Testa di Giorgio VI a sinistra. GEORGIVS VI D G BR OMN REX F D IND IMP (Giorgio VI per grazia di Dio re delle Bretagne, difensore della fede, Imperatore dell'India).
1949–1952 — Testa di Giorgio VI a sinistra. GEORGIVS VI D G BR OMN REX FIDEI DEF (Giorgio VI per grazia di Dio re delle Bretagne, difensore della fede).
1953 — Testa della regina Elisabetta II a destra. ELIZABETH II DEI GRA BRITT OMN REGINA F D (Elisabetta II per grazia di Dio regina di tutte le Bretagne, difensore della fede).
1954– — Testa della regina Elisabetta II a destra. ELIZABETH II DEI GRATIA REGINA F D (Elisabetta II per grazia di Dio regina delle Bretagne, difensore della fede).
Da notare che la "testa giovane" ("young head") della regina Elisabetta (opera di Mary Gillick) è stata usata per tutti i Maundy set del suo regno, nonostante non sia stata più usata nelle monetazione regolare dopo la decimalizzazione.